# Милославский, Фёдор Сергеевич
Федор Сергеевич Милославский (1709 — 25 апреля 1783) — русский флотоводец, вице-адмирал (1763), сенатор, один из последних представителей рода Милославских.

## Биография
Сын Сергея Ивановича Милославского (1656—1710) и Марии Петровны, урождённой Салтыковой (ум. 1709). Внук боярина Ивана Богдановича Милославского, племянник (по жене) Льва Кирилловича Нарышкина и Бориса Петровича Шереметева.
Воспитывался в Морской академии. Начал службу в 1718 году учеником штурмана в экспедициях на Днепре и Финском заливе. В 1728—1732 годах состоял адъютантом при контр-адмирале лорде Дуффусе. В 1736 году командовал пакетботом «Меркуриус». С 1750 года — в морском ведомстве, в 1753 года назначен прокурором Адмиралтейств-коллегии; в 1761—1762 годах — директор Морского корпуса в чине контр-адмирала.
Императором Петром III 16 февраля 1762 года был назначен членом Морской комиссии для приведения флотов в лучшее состояние (комиссия упразднена после дворцового переворота Екатерины II в июне 1762 года).
7 мая 1762 года был награждён орденом Святой Анны. С сентября 1763 года — в отставке с производством в чин вице-адмирала. В 1764 году назначен сенатором и награждён орденом Святого Александра Невского. 
Он был похоронен на Лазаревском кладбище Александро-Невской лавры (могила, предположительно, сохранилась — Дорожка мастеров искусств. Постамент в ограде). Племянник, Николай Михайлович, переживший его на 8 лет, был последним из Милославских.